# 沃基納 (佛羅里達州)
沃基納（英語：Waukeenah）是位於美國佛羅里達州傑佛遜縣的一個人口普查指定地區。

## 地理
沃基納的座標為30°24′41″N 83°57′12″W / 30.41139°N 83.95333°W，而該地最高點為海拔高度59米（即195英尺）。

## 人口
根據2010年美國人口普查的數據，沃基納的面積為8.35平方千米，當中陸地面積為8.18平方千米，而水域面積為0.17平方千米。當地共有人口386人，而人口密度為每平方千米46人。